# Nadia Röthlisberger
Nadia Röthlisberger-Raspe, född 30 juni 1972 i Basel, död 9 februari 2015, var en schweizisk curlingspelare.
Hon tog OS-silver i damernas curlingturnering i samband med de olympiska curlingtävlingarna 2002 i Salt Lake City.